# قطعة 2 دينار جزائري
| 2 دينار ( الجزائر) | 2 دينار ( الجزائر)                       |
| ------------------ | ---------------------------------------- |
| قيمة:              | 2 دينار جزائري                           |
| كتلة:              | 5,10 جم                                  |
| قطر:               | 22,50 مم                                 |
| سمك:               | 1,84 مم                                  |
| حافة:              | ملساء                                    |
| تركيب:             | AISI 430                                 |
| تاريخ الصك:        | 1994                                     |
| رقم الكتالوج:      |                                          |
| وجه                |                                          |
| وجه                |                                          |
| تصميم:             | رقم 2 منمنم وداخل رسم يمثل خريطة الجزائر |
| مصمم:              | مجهول                                    |
| تاريخ التصميم:     | مجهول                                    |
| ظهر                |                                          |
| ظهر                |                                          |
| تصميم:             | رأس جمل وحيد السنام موجه نحو اليمين      |
| مصمم:              | مجهول                                    |
| تاريخ التصميم:     | مجهول                                    |

2 دينار جزائري هو إحدى الانقسامات النقدية المعدنية للدينار الجزائري المتداولة، من صنف أحادي المعدن باللون الأبيض. تم إصدارها من طرف البنك الجزائري وشرع في تداولها ابتداء من 28 يونيو 1994.

## وصف
قطعة 2 دينار متكونة من فولاذ مقاوم للصدأ (AISI 430)، وبلون أبيض. قطرها 22,50 مم وسماكة 1,84 مم ووزنها 5,10 جم.

## الوجه
الموضوع الرسمي لوجه القطعة هو الرقم 2 المنمنم والمستوحي من زخرفة معمارية من عهد المرابطين، الأخيرة منقوشة داخل رسم يمثل خريطة الجزائر.

## الظهر
الموضوع الرسمي لظهر القطعة هو رأس جمل وحيد السنام موجه نحو اليمين وفي الجزء الأعلى منقوشة سنة السك بالهجري والملادي، وفوقها دائرة شبه كاملة مزخرفة باشكال معمارية من عهد المرابطين.

## أنظر أيضًا
- دينار جزائري
- قائمة العملات المعدنية للدينار الجزائري